# MTV Europe Music Award pro nejlepší zpěvačku
MTV Europe Music Award pro nejlepší zpěvačku je jednou z původních cen, která se uděluje každý rok od první MTV Europe Music Awards v roce 1994. V roce 2007 byla přejmenována na Nejlepší sólista pro mužské i ženské pohlaví. V roce 2008 byl znovu vyzařen z EMAs, ale v roce 2009 se opět vrátil s původním názvem. Madonna, Britney Spears, Jennifer Lopez, Christina Aguilera a Lady Gaga získaly toto ocenění dvakrát.

## 1990 - 1999
| Rok  | Vítěz             | Nominovaní                                                          |
| ---- | ----------------- | ------------------------------------------------------------------- |
| 1994 | Mariah Carey      | - Tori Amos - Björk - Neneh Cherry - Marusha                        |
| 1995 | Björk             | - Sheryl Crow - PJ Harvey - Janet Jacksonová - Madonna              |
| 1996 | Alanis Morissette | - Björk - Toni Braxton - Neneh Cherry - Joan Osborne                |
| 1997 | Janet Jacksonová  | - Björk - Toni Braxton - Sheryl Crow - Madonna                      |
| 1998 | Madonna           | - Mariah Carey - Celine Dion - Natalie Imbruglia - Janet Jacksonová |
| 1999 | Britney Spears    | - Geri Halliwell - Lauryn Hill - Whitney Houston - Madonna          |

## 2000 - 2009
| Rok  | Vítěz              | Nominovaní                                                       |
| ---- | ------------------ | ---------------------------------------------------------------- |
| 2000 | Madonna            | - Melanie C - Janet Jacksonová - Jennifer Lopez - Britney Spears |
| 2001 | Jennifer Lopez     | - Mariah Carey - Dido - Janet Jacksonová - Madonna               |
| 2002 | Jennifer Lopez     | - Kylie Minogue - P!nk - Shakira - Britney Spears                |
| 2003 | Christina Aguilera | - Beyoncé - Madonna - Kylie Minogue - P!nk                       |
| 2004 | Britney Spears     | - Anastacia - Beyoncé - Alicia Keys - Avril Lavigne              |
| 2005 | Shakira            | - Mariah Carey - Missy Elliott - Alicia Keys - Gwen Stefani      |
| 2006 | Christina Aguilera | - Beyoncé - Nelly Furtado - Madonna - Shakira                    |
| 2009 | Beyoncé            | - Katy Perry - Lady Gaga - Leona Lewis - Shakira                 |

## 2010 - 2019
| Rok  | Vítěz        | Nominovaní                                      |
| ---- | ------------ | ----------------------------------------------- |
| 2010 | Lady Gaga    | - Miley Cyrus - Katy Perry - Rihanna - Shakira  |
| 2011 | Lady Gaga    | - Adele - Beyoncé - Jennifer Lopez - Katy Perry |
| 2012 | Taylor Swift | - Katy Perry - Nicki Minaj - Pink - Rihanna     |